# نایتو جوآن

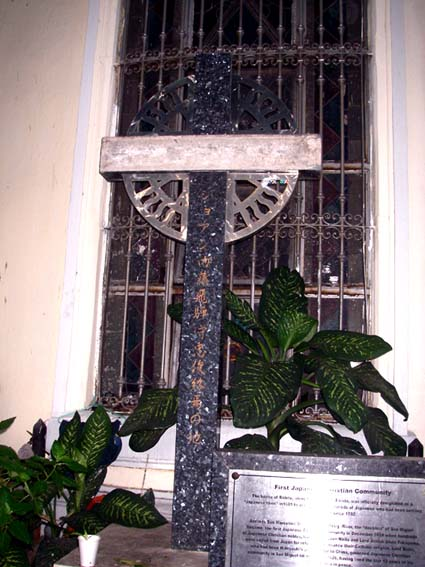
مزار نایتو تاداتوشی

نایتو جوآن (به ژاپنی: 内藤 如安 Naitō Joan) یا نایتو تاداتوشی (内藤 忠俊)؛ پسر نایتو گنزائمون (۱ ژانویهٔ ۱۵۵۰ – ۱ ژانویهٔ ۱۶۲۶) یک سامورایی و دایمیوی مسیحی اهل ژاپن بود. وی از اهالی ولایت تانبا بود و در سال ۱۵۶۴ به دین مسیحیت درآمد. در مذاکرات صلح تهاجم ژاپن به کره (۱۵۹۸–۱۵۹۲) با دودمان مینگ، وی پیام‌رسان شد و برای رساندن نامه کونیشی یوکیناگا به پکن رفت.